# Mona Kalin
Mona Elvira Kristina Kalin, född 13 februari 1936 i Kristinehamn, död 18 oktober 2019 i Göteborg, var en svensk författare.
Mona Kalin växte upp i arbetarmiljö i bruksorten Bäckhammar söder om Kristinehamn.  Hon utbildade sig till journalist i Göteborg i början av 1960-talet och arbetade som journalist och senare yrkeslärare i Göteborg innan hon blev författare på heltid. Somrarna tillbringade hon i en skrivarstuga i Värmland.
Mona Kalin debuterade 1965 med diktsamlingen Inga goda ord men övergick därefter till att skriva prosa. Hon gav  ut ett flertal romaner och medverkade i ett antal antologier. Som god berättare läste hon också in flera av sina verk som talböcker. Mona Kalin tilldelades ett antal utmärkelser för sin prosa. Hon fick bland annat ta emot Landsbygdens författarstipendium, Värmlands läns landstings Frödingstipendium, Nya Wermlands-Tidningens kulturpris och såväl Kristinehamns kommuns kulturstipendium som Göteborgs stads stipendium.

### Antologier i urval
- 1979 – Åtta berättare (Alba)
- 1987 – Utsikter, 24 författare om arbetarlitteraturen (Tiden)
- 1996 – Sverige – ett litterärt lapptäcke (Natur & Kultur)
- 1997 – Vargen som missade bussen, (Heidruns förlag)

## Priser och utmärkelser
- 1978 – Eckersteinska litteraturpriset
- 1981 – Landsbygdens författarstipendium